# Pterotmetus
Pterotmetus är ett släkte av insekter. Pterotmetus ingår i familjen fröskinnbaggar.
Släktet innehåller bara arten Pterotmetus staphyliniformis.